# Аронко (Новара)
Аронко је насеље у Италији у округу Новара, региону Пијемонт.
Према процени из 2011. у насељу је живело 83 становника. Насеље се налази на надморској висини од 234 м.